# Monsieur Batignole
Monsieur Batignole is een Franse film van Gérard Jugnot die werd uitgebracht in 2002.

## Verhaal
Parijs, juli 1942. In de door de nazi's bezette hoofdstad is het leven hard voor mensen die niet collaboreren of zich niet inlaten op de zwarte markt. Slager Edmond Batignole probeert er het beste van te maken en zo goed en zo kwaad als het gaat te overleven. Op de eerste verdieping van het pand dat hij betrekt woont de joodse familie Bernstein. De Bernsteins vrezen de razzia's en staan op het punt te vluchten. Ze worden echter verklikt door Pierre-Jean Lamour, Batignole's toekomstige schoonzoon, een talentloze schrijver en een harteloze, al te bereidwillige collaborateur.
Het gezin wordt gedeporteerd naar een concentratiekamp. Gelukkig kan Simon Bernstein, de jongste zoon, ontsnappen. Een tijdje later staat hij voor de deur van Batignole. De ietwat bitse slager staat voor de keuze: zijn deur dichtdoen of zijn hart laten spreken. Uiteindelijk besluit hij Simon te helpen. Hij verstopt hem in zijn kelder. Ondertussen doktert hij een plan uit om de jongen over de Frans-Zwitserse grens te smokkelen.

## Rolverdeling
- Gérard Jugnot: Edmond Batignole
- Jules Sitruk: Simon Bernstein
- Jean-Paul Rouve: Pierre-Jean Lamour, de aanstaande schoonzoon van Edmond
- Michèle Garcia: Marguerite Batignole, de vrouw van Edmond
- Alexia Portal: Micheline Batignole, de dochter van Edmond en Marguerite
- Götz Bürger: kolonel Spreich
- Damien Jouillerot: Martin, de jongen van de boerderij
- Violette Blanckaert: Sarah Cohen, een nicht van Simon
- Daphné Baiwir: Guila Cohen, een nicht van Simon
- Sam Karmann: Max Bernstein, de vader van Simon, chirurg
- Ticky Holgado: Lucien Morel, de mensensmokkelaar
- Elisabeth Commelin: Irène, de boerin, de moeder van Martin
- Sylvie Herbert: de conciërge in Montmartre
- Hubert Saint-Macary: de rijkswachtluitenant
- Daniel Martin: brigadier Albert
- Philippe Du Janerand : René, de administrateur
- Karine Pinoteau: de verpleegster in het station
- Marie-Gaëlle Cals: Edwige, de vriendin van Micheline die Spreich verleidt